# 7153 Владзахаров
7153 Владзахаров (7153 Vladzakharov) — астероїд головного поясу, відкритий 2 грудня 1975 року.
Тіссеранів параметр щодо Юпітера — 3,545.